# Meg Cabot
Meggin Meg Patricia Cabot (Bloomington (Indiana), 1 februari 1967) is een Amerikaans schrijfster.
Ze schreef onder andere de bekende boekenserie The Princess Diaries. Nadat Cabot afgestudeerd was van de Indiana University, verhuisde ze in 1991 naar New York, oorspronkelijk om illustrator te worden. In 1993 trouwde ze met auteur Benjamin D. Egnatz, iets dat ze later deels gebruikte voor haar boek Every Boy's Got One. Op haar blog schrijft ze regelmatig over haar twee katten. 
The Princess Diaries
gaan over een onhandig tienermeisje, Mia, die ontdekt van de ene op de andere dag dat haar vader een prins is van Genovia. Daardoor raakt ze populair op haar school, en profiteert er een beetje van. Totdat de populairste jongen haar gebruikt. Lilly, haar beste vriendin, steunt haar door dik en dun. Ook al is ze soms bazig, het beste is altijd hulp te zoeken met je BFF, Toch?
En zeker de broer van Lilly is zeker niet mis... 
Ondertussen volgt Mia prinsessen-lessen. Alleen is Grand mère niet echt de gemakkelijkste... 
En uiteindelijk zal Mia moeten beslissen wie ze werkelijk is: Mia Thermopolis of Prinses Amilia Thermopolis-Renaldi. Wie wordt ze? 
- Bibsys: 3048779
- Biblioteca Nacional de España: XX1552925
- Bibliothèque nationale de France: cb137611565 (data)
- CiNii: DA13558618
- Gemeinsame Normdatei: 124134904
- International Standard Name Identifier: 0000 0001 2026 9590
- Library of Congress Control Number: n99832138
- Nationale Bibliotheek van Letland: 000058948
- MusicBrainz: edd723b6-de5a-4d3b-a9c1-735df7415ec4
- Bibliotheek van het Japanse parlement: 00873122
- Nationale Bibliotheek van Tsjechië: xx0002406
- Nationale bibliotheek van Australië: 40965249
- Nationale Bibliotheek van Israël: 987007300196105171
- Nationale Bibliotheek van Polen: a0000001283180
- Nationale en Universitaire bibliotheek Zagreb: 000283021
- Nederlandse Thesaurus van Auteursnamen: 229822118
- LIBRIS: 270120
- SNAC: w61g3z0p
- Système universitaire de documentation: 080712509
- Trove: 1450228
- Virtual International Authority File: 61728296
- WorldCat: E39PBJtxdRxvBtW8KHG3Wj4wmd